# Heinrich Schröter

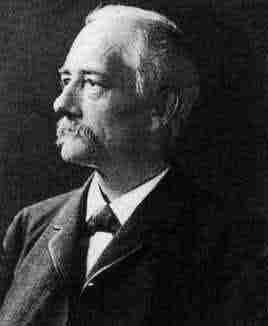
Heinrich Schröter

Heinrich Eduard Schröter (* 8. Januar 1829 in Königsberg i. Pr.; † 3. Januar 1892 in Breslau) war ein deutscher Mathematiker und Hochschullehrer. Er befasste sich mit Geometrie in der Tradition von Jakob Steiner.

## Leben
Schröter besuchte (wie um etwa dieselbe Zeit die Mathematiker Alfred Clebsch, Rudolf Lipschitz, Carl Gottfried Neumann) das Altstädtische Gymnasium (Königsberg). Ab 1845 studierte er Mathematik und Physik an der Albertus-Universität Königsberg. Seine Lehrer waren Friedrich Julius Richelot, Franz Ernst Neumann und Otto Hesse. Er diente zwischenzeitlich als Einjährig-Freiwilliger bei der Preußischen Armee und wechselte an die Friedrich-Wilhelms-Universität Berlin zu Peter Gustav Lejeune Dirichlet und Jakob Steiner. Mit einer Doktorarbeit bei Richelot promovierte er 1854 in Königsberg zum Dr. phil.
Er legte die Lehrerexamina ab, habilitierte sich aber schon 1855 an der Schlesischen Friedrich-Wilhelms-Universität Breslau. In Breslau wurde er 1858 außerordentlicher und 1861 ordentlicher Professor. Für das akademische Jahr 1874/75 wurde er zum Rektor der Universität gewählt.
1882 wurde er zum korrespondierenden Mitglied der Göttinger Akademie der Wissenschaften gewählt. 1883 wurde er zum Mitglied der Leopoldina gewählt.
Kurz vor seinem 63. Geburtstag erlag er einer fortschreitenden Lähmung.

## Werk
Schröter befasste sich unter dem Einfluss von Steiner, dessen nur auf Notizblättern vorhandenen Vorlesungen über synthetische Geometrie (projektive Theorie der Kegelschnitte) er 1867 herausgab, mit geometrischen Fragen. In Die Theorie der Oberflächen von 1880 befasste er sich mit Raumkurven dritter Ordnung als Schnittpunkte von Kegelschnitten. Für dieses Werk erhielt er den Jakob Steiner-Preis der Königlich-Preußischen Akademie der Wissenschaften, deren korrespondierendes Mitglied er 1881 wurde. Er untersuchte auch die Flächen dritter Ordnung und Raumkurven vierter Ordnung (1890). Einer seiner Studenten war Rudolf Sturm.

## Schriften
- als Bearbeiter und Herausgeber: Jacob Steiner's Vorlesungen über synthetische Geometrie, Theil 2: Die Theorie der Kegelschnitte, gestützt auf projectivische Eigenschaften. Leipzig 1867, 2. Auflage 1876.
- Die Theorie der Oberflächen zweiter Ordnung und der Raumkurven dritter Ordnung als Erzeugnisse projectivischer Gebilde. Teubner, Leipzig 1880.
- Die Theorie der ebenen Curven dritter Ordnung, auf synthetische Weise abgeleitet. Teibner, Leipzig 1888. (Digitalisat)
- Grundzüge einer rein geometrischen Theorie der Raumcurven vierter Ordnung erster Species. Teubner, Leipzig 1890. (Digitalisat)